# Нам Дин
Нам Дин (на виетнамски: Nam Định) e град във Виетнам. Населението му е 193 768 жители (по данни от 2009 г.), а площта 46,40 км². Разположен е в часова зона UTC+7 на 3 м н.в. на 90 км югоизточно от столицата Ханой. Побратимен е с италианския град Прато от 1975 г.